# Ingjald Illråde

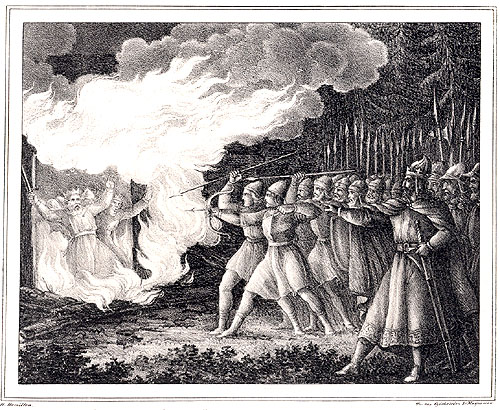
Ingjald Illråde bränner upp gästerna vid sitt gästabud, såsom Hugo Hamilton föreställde sig det 1830.

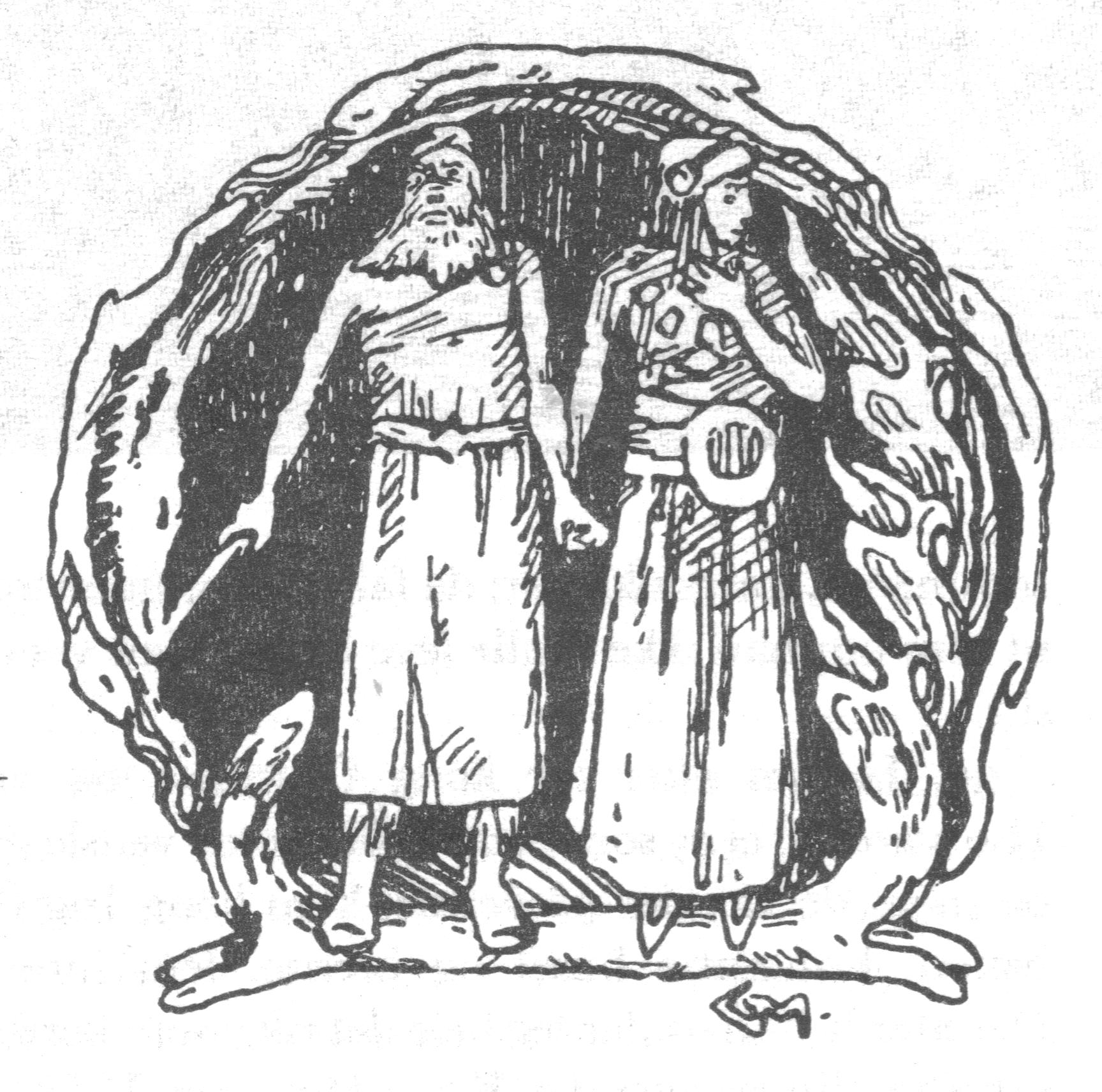
Ingjald och dottern Åsa, såsom Gerhard Munthe föreställde sig dem på 1890-talet.

Ingjald Illråde (fornvästnordiska: Ingjaldr hinn illráði) var enligt Ynglingasagan kung av Ynglingaätten, son till Bröt-Anund. 

## Ynglingasagan
Enligt sagan skall Ingjald i sin barndom ha blivit tvingad av sin fosterfar Svipdag att äta ett varghjärta för att härda sin karaktär mot svaghet. Medan Anund levde skaffade han en hustru till Ingjald: kung Algöts dotter Göthild.
Ingjald beskrivs som en grym och mycket skoningslös kung som, från att enbart ha härskat i Tiundaland skall ha enat Svitjod och även lagt under sig Västergötland och Närke genom att först bränna inne sex småkungar (däribland sin svärfar Algöt) vid ett gästabud och vid ett senare tillfälle angripa och innebränna Södermanlands kung som hade avstått från att komma till gästabudet. Östergötland ska dock ha lyckats bevara sin självständighet trots Ingjalds upprepade angrepp.  
Med Göthild hade han två barn, Olof och Åsa. Olof Ingjaldsson, som kallas Trätälja, skickades av sin mor att växa upp i Västergötland hos fosterfadern Bove, och han blev efter faderns död kung över Värmland. Han blir sedan genom sin son stamfader för den norska kungaätten. Åsa Ingjaldsdotter blev bortgift med Gudröd, kungen av Skåne. Hon eggade sin man att döda sin bror Halvdan och orsakade även hans död. När sedan Halvdans son Ivar Vidfamne samlade en här och tågade mot Ingjald och Åsa brände de sig själva inne för att undgå hämnden. Ivar blev sedan kung över Svitjod. 
Ingjald ska enligt sagan ha dödat sammanlagt tolv småkonungar, "svikande dem alla under fred; därav fick han namnet Illråde".

## Gesta Danorum
Förutom i Ynglingasagan förekommer Ingjald också i Saxos Gesta Danorum, bok 7. Han presenteras där som bror till Ing och Olof som dog i strid mot Harald Hildetand. Berättelsen anger även, att Ingjald hade våldtagit kung Haralds syster, men att Harald föredrog att förbli vän med Ingjald. Våldtäkten resulterade i Sveriges nästa kung, Ring, det vill säga Sigurd Ring, omnämnd i de isländska sagorna. I Gesta Danorum är inte Ivar Vidfamne omnämnd som mellanled mellan Ingjald och Ring.